# Forgotten Tales
Forgotten Tales est un groupe de power metal canadien, originaire de Québec, au Québec. Formé en 1999 par René Pineault, Forgotten Tales implique des membres auparavant impliqués dans un groupe de hard rock appelé Cyclone. En octobre 2001, le groupe souligne officiellement la sortie de leur premier album, The Promise, sur le marché canadien.

## Biographie

### Débuts etThe Promise(1999–2001)
Forgotten Tales est formé à Québec, dans la province de Québec, au Canada, en octobre 1999 sous l'impulsion de René Pineault, dans le but de faire connaître au Canada le mouvement power metal, très répandu en Europe à cette période. Forgotten Tales est, à l'origine, un groupe de reprises consacré aux voix féminines. Les membres étaient auparavant impliqués dans un groupe local de hard rock appelé Cyclone, qui publiera un album éponyme en 1995 comprenant notamment la chanson Jeux d'enfants. Forgotten Tales produit quelques spectacles à guichets fermés avant d’assurer la première partie du groupe finlandais Nightwish de passage à Montréal en novembre 2000. Dès lors, l’idée de produire un album de compositions originales germe rapidement dans l’esprit du groupe. 
Forgotten Tales décide de devenir un groupe à part entière en 2001. Cette formation composée des musiciens Sonia Pineault (voix), Martin Desharnais (guitare), Patrick Vir (basse), Mike Bélanger (batterie) et Frédérick Desroches (clavier) offre un son provenant des vieux pays. La présence d’une voix féminine dans un univers d’hommes, leur donne un son différent et offre une musique metal teintée d’influences classiques, baroques et progressives. Elle se démarque par son dynamisme et sa rapidité sans toutefois négliger la musicalité. En avril 2001, le groupe entre en studio pour réaliser leur premier album intitulé The Promise avec l’ingénieur de son québécois Pierre Rémillard. L’album est mixé au studio Victor à Montréal. En octobre 2001, le groupe souligne officiellement la sortie de leur premier album, The Promise, sur le marché canadien.

### All the Sinners(2002–2008)
Après les nombreuses critiques positives provenant de divers médias (sites web, fanzines, stations de radio, revues spécialisées) à travers le monde[réf. nécessaire], le groupe se consacre à la composition de leur deuxième album. En mai 2002, le groupe assure la première partie du groupe allemand Edguy, de passage dans la ville de Québec. En novembre 2002, le groupe retourne sur scène avec le groupe de power metal Gamma Ray. C’est à la fin d’octobre 2003 que la formation entre en studio pour y enregistrer leur deuxième album intitulé All the Sinners. Ils passent près de six mois au Studio Menzo de Québec avec l’ingénieur de son Pierre Talbot afin de peaufiner leur musique. La compagnie japonaise M&I annonce la sortie officielle de l’album prévue pour le 18 août 2004, soit deux semaines avant la sortie canadienne et y ajoute la pièce inédite Jeux d'enfants. Hellion Records propose une distribution du titre au Brésil.
Plusieurs spectacles ont eu lieu en 2005 et 2006 avec des groupes tels que Kamelot, DragonForce et Sonata Arctica. Le groupe effectue la première partie du groupe Hammerfall au Festival d'été de Québec en 2007, et y présente même un avant-goût du prochain album avec la pièce Howling at the Moon.

### We Shall See the Light(depuis 2009)
Depuis la fin de 2009, le groupe est en studio pour l'enregistrement de leur troisième album We Shall See the Light. Quelques pièces sont déjà connues par les fans tels que Howling at the Moon, We Shall See the Light et Keepers of the Field. Selon les membres du groupe, l'album devrait paraître fin vers la fin d'octobre 2010 ou le début de novembre 2010. En 2011, Forgotten Tales poste un clip en ligne qui les montre au Lezarts Studio. De la bouche de René Pineault, le groupe sera reformé d'ici peu.

## Membres

### Membres actuels
- Xavier - batterie
- Martin Desharnais - guitare
- Frédérick Desroches - claviers
- Sonia Pineault - chant
- Marc Olivier Lavoie - guitare

### Anciens membres
- Cédric Prévost - batterie
- William Simard - claviers
- Marc-André Gingras - guitare
- Alexandre Therrien - guitare
- Mike Bélanger - batterie
- Pat Vir - Bass

## Discographie
- 2001 : The Promise
- 2004 : All The Sinners
- 2010 : We Shall See the Light

## Clips
- All the Sinners
- March for Freedom
- Word of Truth
- Cold Heart
- Deadly Grasp
- Keepers of the Field